# Edvard Søderberg
Hakon Charles Edvard Søderberg, född 3 mars 1869 i Köpenhamn, död 5 januari 1906, var en dansk författare och poet.
Edvard Søderberg var son till målarmästaren August Herman Søderberg (1843-1892) och Augusta Scharline Partenia Eleonora Hornhaver (1845–1915). Faderns släkt var av svenskt ursprung. Familjen var fattig och Søderberg blev målarlärling. Han avbröts ofta i sitt arbete av sjukdom och tillbringade mycket tid på sjukhus. Där mötte han grosshandlaren Emil B. Sachs, som hjälpte honom att ta examen från lärarseminariet, och blev kommunalanställd lärare i Ballerum utanför Thisted 1893. Från 1903 var han anställd på Søværnets inkallelseavdelning i Köpenhamn.
Søderberg började läsa och skriva på vers under sina sjukhusuppehåll, och påverkades framför allt av tidens främsta ryska diktare. Författardebuten kom 1897 med den psykologiska romanen Ægtemandens Dagbog, som väckte vis uppsikt, och uppföljdes av De Umyndige (1899) och Det daglige Brød (1901) som, i sina skildringar av social misär, kan räknas som föregångare till den danska arbetarlitteraturen. Hans enda diktsamling, Gadens Digte (1900), uppnådde en viss popularitet och skildrade tidens fattigdom i Danmark, baserade på hans egen uppväxt och erfarenheter. Romanerna Den evige Higen (1902) och Hans Rige komme! (1903) skildrade hans egna religiösa kriser.
Han dog i förtid av tuberkulos.